# 近商物産
近商物産（きんしょうぶっさん）は、滋賀県草津市に本社を置く企業であり、クリスマスブーツの生産をメインとしている。ちなみに、同社はクリスマスブーツを発案した企業でもある。

## 概要
クリスマスブーツの生産をメインとしているが、鯉のぼりや花火などの季節商品も扱っている。なお、クリスマスブーツは当社が発祥であり、国内でのシェアは2022年（令和4年）時点では1位であった。クリスマスブーツは昭和30年代にクリスマスツリーのオーナメントから発想を得て、ブーツの中にお菓子を入れると子供が喜ぶという思いで誕生したと言われる。一部は（本社内にある）資料室に保存されており、そこには大小さまざまなクリスマスブーツがある。ちなみに、クリスマスブーツの製造は昭和時代から変わらず手作業で行っている。
滋賀県守山市に倉庫があり 、2020年（令和2年）6月1日に就労継続支援B型事業所つくもを本社内に開設した。その後、2021年（令和3年）4月30日から『すまいるマーケット』を不定期に開催している。
なお、クリスマスブーツに関する歴史はクリスマスブーツ#歴史を、クリスマスブーツを用いた草津市内でのまちづくりに関する詳細はクリスマスブーツ#滋賀県草津市のまちづくりをそれぞれ参照されたい。

## 沿革
- 1947年（昭和22年）2月1日 - 創業[1]。
- 1957年（昭和32年）11月8日 - 会社設立[1]。
- 2012年（平成24年） - 草津駅西口商店街[注 4]の副会長（当時）からまちづくりイベントに関するオファーを受け、同年冬にクリスマスブーツギャラリーを同商店街（JR草津駅西口周辺）で初開催する[3][4]。
- 2020年（令和2年）6月1日 - 就労継続支援B型事業所つくもを本社内に開設する。
- 2021年（令和3年）4月30日 - 『すまいるマーケット』を初開催する[14]。